# Bernd Senf
Bernd Willfried Senf (nacido en 1944 en Bad Brambach-Schönberg) fue profesor de economía en la Fachhochschule für Wirtschaft Berlin (equivalente alemán de un Instituto Universitario de Tecnología, especializado en economía) desde 1973 hasta 2009.
Bernd Senf está a favor de una reforma estructural del sistema monetario. Creó la noción de "poder monetario", que dijo que debería introducirse como el cuarto poder del estado junto con los poderes ejecutivo , judicial y legislativo , con el objetivo de controlar la creación monetaria de las instituciones de crédito. considera, como Joseph Huber, entre otros, como la causa principal de la actual crisis financiera. Bernd Senf se basa en el trabajo de Irving Fisher y Frederick Soddy en la economía monetaria y apoya la tesis de Jeremy Rifkin sobre la política del mercado laboral. Sus ideas en la economía libre son inusuales y raramente debatidas.
Además de su actividad profesional, Bernd Senf lucha por el reconocimiento de las teorías del psicoanalista y "orgonomista" Wilhelm Reich .

## Vida
Bernd Senf estudió economía en la Universidad Libre de Berlín y obtuvo su doctorado en 1972 con una tesis titulada Wirtschaftliche Rationalität - gesellschaftliche Irrationalität. Die"Verdrängung" gesellschaftlicher Aspekte durch die bürgerliche Ökonomie ( "Racionalidad económica - Irracionalidad social. La "represión" de los aspectos sociales por parte de la economía burguésa" ). Al año siguiente fue nominado profesor de la Fachhochschule für Wirtschaft Berlin. Se retiró en 2009.
El subtítulo de su disertación doctoral ya anunciaba que Bernd Senf consideraba el psicoanálisis como un complemento esencial de una teoría social universal, que hasta ese momento había tomado en gran parte de las teorías de Karl Marx. En primer lugar, se centró en las teorías de Wilhelm Reich, quien alrededor de 1930 fue el mayor Freudomarxista y fue redescubierto en "1968 ". Bernd Senf fue uno de los pocos que tomaron en serio la investigación excéntrica de Wilhelm Reich sobre el "orgón", visto que Reich había sido expulsado del KPD en 1933 y de la Asociación Psicoanalítica Internacional (API) en 1934. En 1976, Bernd Senf publicó artículos en las "Páginas de Wilhelm Reich", una revista dedicada a Reich editada por Bernd A. Laska. También se apoyó en las primeras ideas marxistas de Reich, lo que fue en contra de la propuesta de Bernd Laska de preferir la teoría de la economía libre de Silvio Gesell para una economía reichiana. Bernd Senf comenzó a estudiar y estimar la teoría de Silvio Gesell por primera vez una década después. Después de la controversia con Bernd Laska, Bernd Senf decidió fundar una "iniciativa de Wilhelm Reich" en Berlín en 1979 y una revista (Emoción) que apareció a partir de 1980. Desde entonces, además dio una serie de conferencias sobre el trabajo de Wilhelm Reich cada semestre en la Fachhochschule für Wirtschaft.
Sus conferencias sobre economía y las teorías de Wilhelm Reich también estaban lejos de las tendencias académicas establecidas.

## Áreas de investigación scientífica
Además de los sistemas monetarios, financieros y bancarios existentes, Bernd Senf critica particularmente la "fuerza destructiva de los intereses". Ciertamente, encuentra que la oferta de dinero a otros que lo necesitan es sensata. Sin embargo, él piensa que crear dinero a través de la deuda causa problemas económicos fundamentales. Duda del correcto funcionamiento del sistema monetario: Según él se requería más dinero de los bancos centrales y comerciales para el flujo monetario en el circuito económico ( intereses y amortización) de lo que se había introducido en primer lugar. Esto conlleva una cierta obligación de crecimiento. Los intereses conducen o amplifican diferentes tendencias de crisis en las siguientes áreas:
Economía
A un aumento de los fondos del mercado monetario debe corresponder una producción creciente. Sin embargo, la producción no puede crecer de la misma forma que los fondos de dinero endeudados, porque un aumento exponencial en la producción y, por lo tanto, las limitaciones es inconsistente con la cantidad de recursos disponibles. Y si la tasa de crecimiento económico disminuye, las empresas no pueden deshacerse de sus deudas.
Medio ambiente
Con una obligación de crecimiento, cada vez hay menos dinero disponible para la protección del medio ambiente.
Intereses indirectos
Debido a la creación de dinero de los bancos comerciales y al hecho de que cualquier dinero disponible existe en otra parte como deuda, una persona que no está endeudada en una corporación todavía tiene que pagar intereses indirectos. De hecho, cada empresa debe contar el cargo de un crédito en el cálculo del precio de sus bienes y sus servicios. La participación de estos intereses podría alcanzar el 40%.
Estado y las deudas públicas
Debido a la creciente carga del presupuesto estatal debido a los pagos de intereses, el estado del bienestar, en particular, está cada vez más en dificultades financieras. En casos extremos, incluso se obtiene un endeudamiento adicional por la fuerza para pagar las deudas anteriores.
Durante una crisis financiera, el estado se ve obligado a endeudarse para que otros bancos y la economía puedan salvarse. Sin embargo, no es el estado, sino el banco central y los bancos comerciales los que tienen el monopolio de la creación de dinero. Como resultado, el estado tiene que tomar crédito (endeudamiento adicional) para salvar a los bancos y la economía y debe pagar intereses. Como resultado, la carga fiscal de los ciudadanos aumenta de nuevo. Por esta razón, Bernd Senf apoya, junto a Joseph Huber, la introducción de "Vollgeld" (100% efectivo). Para esto, un cuarto cuerpo, un poder monetario, que tendría como objetivo controlar el flujo de efectivo, debe de hecho establecerse además de los tres poderes : legislativo , ejecutivo y judicial . El señorío regresaría al estado y no a los bancos.
Países en desarrollo y nuevos países industrializados
En muchos casos, los monocultivos se establecen cuando los países en desarrollo están colonizados , por lo que estos países a menudo no pueden ofrecer muy pocos productos en el mercado mundial. Como resultado, dependen cada vez más de las importaciones. Después de la independencia, los ingresos por exportaciones disminuyeron cada vez más, y los costos de importación aumentaron cada vez más. Las infracciones existentes debían cubrirse mediante créditos y, como resultado, estos países se endeudaron.
Según Bernd Senf, los intereses no son en efecto no lo única causa de estos problemas, pero han contribuido considerablemente a amplificarlos. Está convencido que la dinámica de los intereses bastaría suya sola a provocar estas crisis. La influencia del sistema de los intereses juega un rol mayor en su problemática.
Sin duda, Bernd Senf reconoce el triunfo del sistema de intereses en su forma actual, pero considera que la idea de que se pueda regularizar es solo un esbozo. Sobre todo porque nada fundamental podría cambiar el desbordamiento del mercado laboral y la liberación de la fuerza laboral debido a los avances tecnológicos. Sólo la presión por la racionalización podría disminuir. Él piensa que la especulación de que el mercado laboral podría regularse solo suprimiendo el interés es una ilusión.
Bernd Senf apoya las siguientes ideas: Hay paralelos entre la estructura y la dinámica de la esquizofrenia de una persona y los eventos del mercado financiero. Según Wilhelm Reich , la esquizofrenia es la expresión de una cierta estructura y dinámica de una envoltura emocional y física. Bernd Senf cree que lo mismo puede observarse figurativamente en el sistema financiero actual. En lugar de que el dinero se mueva de manera constante a través de las agencias sociales de la economía, y así permita las ventas de bienes producidos como un medio de intercambio en la esfera de bienes reales y realmente ayude a los productores de productos básicos a sobrevivir. Se movería cada vez más a los mercados financieros internacionales, cada vez más lejos de la realidad.
Siguiendo el " Movimiento Estudiantil para la Reforma de la Educación Económica ", Bernd Senf sabe que los críticos del sistema financiero y bancario a menudo son pre-juzgados rápidamente. De este modo se generan temores de acercarse al mundo financiero, y se evitan las discusiones públicas sobre el sistema financiero, que a su juicio son necesarias y urgentes.
En su libro "Die Blinden Flecken der Ökonomie" ("Los puntos ciegos de la economía"), Bernd Senf muestra paralelos entre el feudalismo , el liberalismo , el marxismo , la economía neoclásica , la economía libre , el keynesianismo y el monetarismo/ neoliberalismo y muestra que tienen las mismas fortalezas y debilidades.